# جمع المؤنث السالم

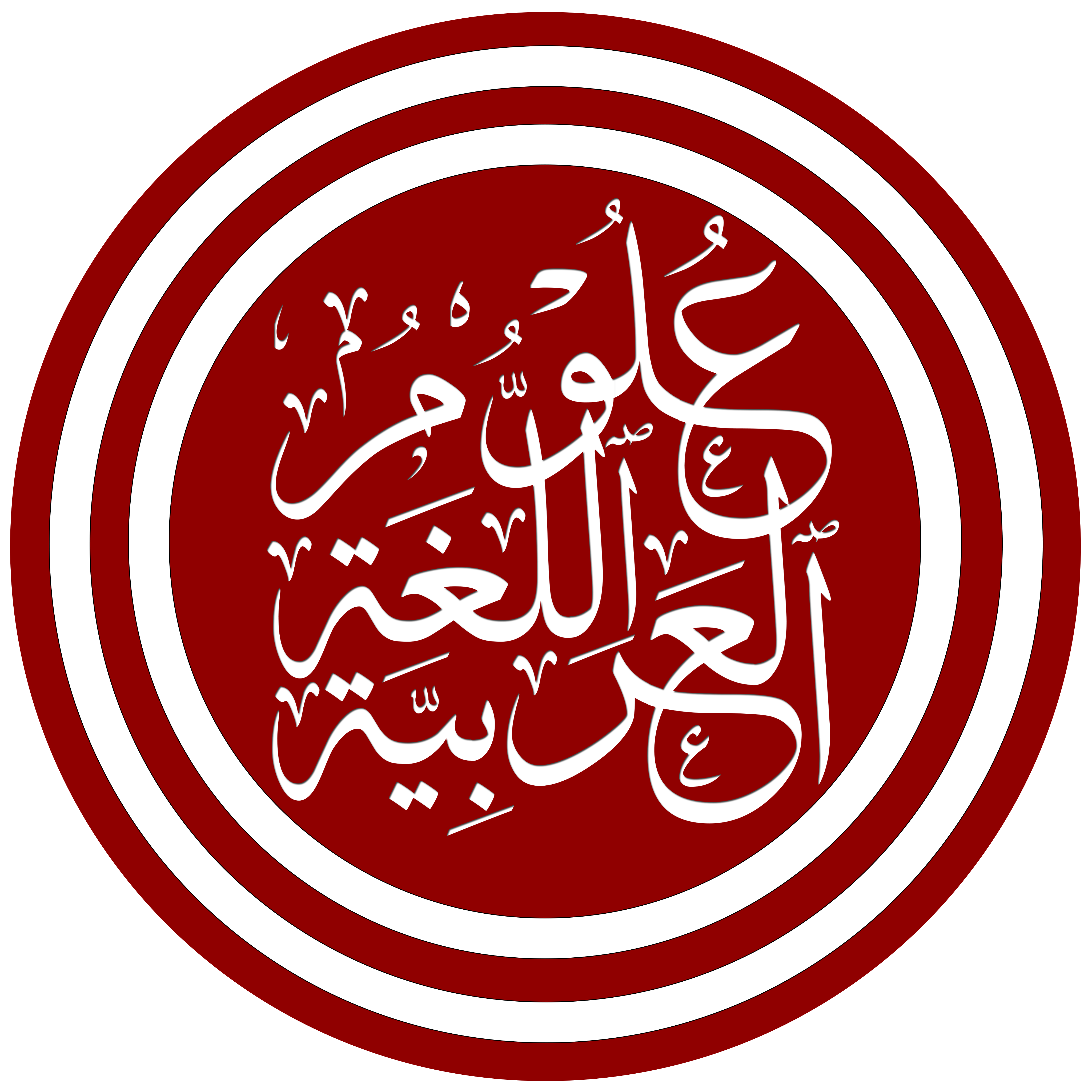
علوم اللغة العربية

جمع المؤنث السالم في اللغة العربية هو جمع يَتم باستبدال التاء المربوطة في آخر اسم مؤنث مفرد بألف وتاء، ولذلك فقد سُمي بـ"السالم، لأنه يُغير حرفاً واحداً فقط من الكلمة الأصلية، وسلم جمعه من التكسير بينما جمع التكسير يُغير الكلمة جذرياً، ولذلك فقد سُمي بـ"جمع التكسير"، لأنه يُكسر الكلمة. ويَكون الحرفان المُضافان للكلمة في جمع المؤنث السالم هما دائماً ألف وتاء، على عكس جمع المذكر السالم الذي يَعتمد فيه الحرفان المُضافان على موقع الكلمة من الإعراب. ولذلك فعلامات الإعراب لجمع المؤنث السالم هي حركات: الضمة للرفع والكسرة للنصب والجر، وهو يَتفرّد بكون الكسرة علامة نصب له. أمثلة على جمع مؤنث سالم في حالات مختلفة:
- الرفع: فهمت الطالباتُ الدرس.
- النصب: اشتريت دجاجاتٍ.
- الجر: لعب الأولاد بكراتِ السلة.
- الجر: اشتريتُ أقلاماً  من المكتباتِ.
- باضتِ الدجاجاتُ.
- أكلتِ البقراتُ.
- نمتِ الشجرات.

(الدجاجات- الطالبات-المكتبات-كرات) ختمت بألف وتاء زائدتين على مفردها، مع المحافظة على بنية المفرد سالمة، كدجاجة – دجاجات، وهذا هو جمع المؤنث السالم.

## تعريف جمع المؤنث السالم
هو كل ما دل على أكثر من اثنتين بزيادة ألف وتاء لمفرده الصحيح في آخره، ويرفع بالضمة، وينصب ويجر بالكسرة، وهو مؤنث طبعا (خاص بجماعة الإناث)، وسمي سالما لأن مفرده سلم من التغيير عند جمعه.

## أمثلة أخرى على جمع المؤنث السالم
- شجرة: شجرات
- ناجحة: ناجحات
- حمامة: حمامات
- مهذبة: مهذبات
- صالحة: صالحات
- مؤمنة: مؤمنات

## شروط جمع المؤنث السالم
يشترط في جمع المؤنث السالم قواعد وضوابط حتى يكون سليمًا وهي كالتالي:

### أعلام الإناث مثل
- زينب: زينبات
- هند: هندات
- رقية: رقيات

### ما ختم بتاء التأنيث مثل
- دجاجة: دجاجات
- ورقة: ورقات
- شجرة: شجرات

### صفات المؤنث مثل
- مرضع: مرضعات
- طالق: طالقات
- ولود: ولودات

### ماختم بألف التأنيث المقصورة مثل
- ذكرى: ذكريات
- مستشفى: مستشفيات

### ما ختم بألف الـتأنيث الممدودة مثل
- صحراء: صحراوات
- حسناء: حسناوات
- سمراء: سمراوات

### المذكر المقرون بالتاء مثل
- حمزة: حمزات
- طلحة: طلحات
- معاوية: معاويات

### صفة المذكر غير العاقل مثل
- شاهق: شاهقات
- باهض: باهضات
- راس: راسيات

### مصدر الفعل الذي يتجاوز ثلاثة حروف مثل
- أكرم – إكرام: إكرامات
- اجتهد – اجتهاد: اجتهادات
- تفاعلَ – تفاعلٌ – تفاعلات

### الأسماء المعرّبة (أي تم تعريبها) مثل
- بروتين: بروتينات
- فيتامين: فيتامينات

## إعراب جمع المؤنث السالم
قاعدة: يعرب جمع المؤنث السالم بالضمة رفعًا، وبالكسرة نصبًا وجرًا.
أمثلة:
- الطالبات مجتهدات

الطالباتُ: مبتدأ مرفوع وعلامة رفعه الضمة الظاهرة في آخره؛ لأنه جمع مؤنث سالم.
- إن العاملات صابرات.

العاملاتِ: اسم إن منصوب وعلامة نصبه الكسرة الظاهرة في آخره؛ لأنه جمع مؤنث سالم.
- للمؤمنات أجر كبير.

للمؤمناتِ: اسم مجرور وعلامة جره الكسرة الظاهرة في آخره؛ لأنه جمع مؤنث سالم.

## الملحق بجمع المؤنث السالم
تلحق بجمع المؤنث السالم كلمات وأسماء خاصة أشهرها:
- أولات (بمعنى صاحبات)
- عرفات
- نعمات
- بركات
- أذرعات

وتعرب إعرابه كمثال:
- الأمهات أولاتُ فضل.

أولاتُ: خبر مرفوع بالضمة لأنه ملحق بجمع المؤنث السالم.
- وقفت بعرفاتٍ

بعرفاتٍ: اسم مجرور بالكسرة لأنه ملحق بجمع المؤنث السالم.

## أمثلة على جمع المؤنث السالم مع الإعراب
- نساء جميلات ملتفات بعباءات باليات.

نساء: مبتدأ مرفوع وعلامة رفعه الضمة الظاهرة على آخره.
جميلات: نعت مرفوع وعلامة رفعه الضمة الظاهرة على آخره.
ملتفات: خبر مرفوع وعلامة رفعه الضمة الظاهرة على آخره.
بعباءات: الباء: حرف جر، عباءات: اسم مجرور بالباء وعلامة جره الكسرة الظاهرة على آخره.
باليات: نعت مجرور وعلامة جره الكسرة الظاهرة على آخره.
- قال تعالى: ﴿وَالَّذِينَ آمَنُوا وَعَمِلُوا الصَّالِحَاتِ أُولَئِكَ أَصْحَابُ الْجَنَّةِ هُمْ فِيهَا خَالِدُونَ ۝٨٢﴾ [البقرة:82].

الذين: اسم موصول مبني على الفتح في محل رفع مبتدأ.
آمنوا: فعل ماض مبني على الضم لاتصاله بواو الجماعة، والواو ضمير متصل مبني على السكون في محل رفع فاعل.
وعملوا: الواو حرف عطف، عملوا: فعل ماض مبني على الضم لاتصاله بواو الجماعة، والواو: ضمير متصل مبني على السكون في محل رفع فاعل.
الصالحات: مفعول به منصوب وعلامة نصبه الكسرة لأنه جمع مؤنث سالم.
أولئك: اسم إشارة مبني على الكسر في محل رفع مبتدأ، والكاف: حرف خطاب.
أصحاب: خبر مرفوع وعلامة رفعه الضمة الظاهرة على آخره وهو مضاف.
الجنة: مضاف إليه مجرور وعلامة جره الكسرة الظاهرة على آخره. وجملة (أولئك أصحاب الجنة) خبر الذين.